# 量子測定理論
量子測定理論(りょうしそくていりろん、英: Quantum measurement theory)は量子力学の1分野。
測定の物理的側面や統計学的意義の理解およびその利用を目的とする。

## 概要
量子系を扱う際は、ほとんどの場合測定器を介してデータを得て解析することにより対象となる量子系の性質もしくは状態を知るが、測定による相互作用が不可避になるために測定の影響を定量化可能な土壌にのせる必要が出てくる。その一方、ダブルスリット実験のような測定の影響による不思議な振る舞いが存在することも明らかになった。これらの要請に答えるべく量子力学の定式化を見直され、測定の積極的な利用への関心が集まる現在進行中の領域である。統計学や情報理論(量子系を扱う情報理論は量子情報理論と呼ばれる)に強く関連し、数学的整備が進んでいる。量子測定理論整備以前の量子力学にはなかったPOVM(正作用素値測度、英語:positive operator valued measure)と完全正値インストゥルメント(英語:completely positive instrument)の概念の導入が特徴となっている。